# Gnypeta uteana
Gnypeta uteana är en skalbaggsart som beskrevs av Thomas Casey 1911. Gnypeta uteana ingår i släktet Gnypeta och familjen kortvingar. Inga underarter finns listade i Catalogue of Life.